# Gabrovo
Gabrovo (bugarski: Габрово) je grad u središnjoj sjevernoj Bugarskoj. Gabrovo je upravno središte Oblasti Gabrovo. 
Grad se smjestio na centralnim padinama Planine Balkan, u kotlini rijeke Jantra. Unutar Bugarske, grad je poznat po svom osebujnom tipu humora, kao i po svojoj arhitekturi iz doba bugarskog nacionalnog preporoda( XIX st.) Gabrovo je poznato i kao izuzetno izduljen grad,  najdulji u Bugarskoj, rasprostire se 25 km uzduž rijeke Jantre, ali jedva dosiže 1 km u širinu. Pored Gabrova nalazi se zemljopisno središte Bugarske - Uzana.

## Povijest
Kraj oko Gabrova, naseljen je još od neolita. Gabrovo je postalo gospodarski značajno nakon što je grad Veliko Trnovo postao glavni grad Drugog Bugarskog carstva u 12 st. Obrtništvo i trgovina cvjetali su zbog blizine važnih gorskih prijevoja preko planine Balkan. U srednjem vijeku Gabrovo je bilo malo selo na planinskom prijevoju sa svega 100 kuća.
Nakon otomanske invazije Balkana u 14 st., slika naseljenosti kraja značajno se izmijenila, Gabrovo je ostalo jedino značajnije naselje u gotovo potpuno opustjelom kraju, dapače u njega su se slili brojni izbjeglice iz netom osvojenog glavnog grada i okolnih utvrda. Nakon toga se Gabrovo iz sela premetnulo u mali grad (palanka) i ponovno počelo značajnije razvijati. Bogatiji gradski trgovci početkom XIX st. počeli su tražiti načine za poboljšanje općih prilika u Gabrovu i zemlji.

Prva Bugarska svjetovna škola -Gimnazija Aprilov, osnovana je u Gabrovu, 1835. godine uz pomoć trgovaca Vasila Aprilova i Nikolaja Palauzova. Gabrovo je dobilo status grada još za otomanske vlasti u svibnju 1860.  godine.
Ubrzo po oslobađanju Bugarske 1878. godine, Gabrovo se počelo razvijati kao industrijsko središte, tako da je dobilo nadimak bugarski Manchester.

### Porijeklo imena
Po najpopularnijoj legendi, naselje Gabrovo je osnovao kovač po imenu Račo, pored njegovog ognjišta bili su grabovi (bugarski: габър, gabr) po njima je naselje dobilo ime.

## Kultura i sport u gradu
Gabrovo ima dva kazališta; Dramsko kazalište - Račo Stojanov i Kazalište lutaka. Grad je poznat po svojoj  Kući humora i satire, koji služi kao kulturni centar, muzej i galerija za popularizaciju tog vida umjetnosti. Gabrovo ima i široko poznati - Arhitektonsko etnografski kompleks Etar, kao i Muzej obrazovanja u Gimnaziji Aprilov.
- Najuspješniji sporski klub u Gabrovu je nogometni klub Jantra Gabrovo, osnovan 1919. godine.
- Na oko 25 km od grada nalazi se obnovljeno skijalište - Uzana, u planini Balkan.

## Poznati sugrađani
- Hristo Javašev poznati bugarski i svjetski avangardni likovni umjetnik rođen je i odrastao u Gabrovu.

## Zbratimljeni gradovi
- Thun, Švicarska
- Mitiši, Rusija
- Mahiljov, Bjelorusija
- Šeki, Azerbajdžan
- Aalst, Belgija
- Panevėžys, Litva
- Mittweida, Njemačka
- Sisak, Hrvatska
- Nowy Sącz, Poljska
- Preshov, Slovačka

## Vanjske poveznice
- Astronomski Observatorij i Planetarij Gabrovo
- informacije Gabrovo[neaktivna poveznica]
- Stranice Općine Gabrovo
- Slike iz Gabrova
- Podatci, karte i korisne informacije o Gabrovskom kraju  Arhivirana inačica izvorne stranice od 21. kolovoza 2009. (Wayback Machine)
- Virtualno Gabrovo